# Кузнецов, Виктор Михайлович (тренер)
Виктор Михайлович Кузнецов (род. 14 декабря 1941, Новосибирск) — заслуженный тренер СССР, заслуженный тренер России по классической (греко-римской) борьбе. Заслуженный работник физической культуры Российской Федерации (1999).

## Биография
Окончил Новосибирский ТФК и Омский ГИФК, основами греко-римской борьбы овладел под руководством заслуженного тренера РСФСР И. А. Белоусова.
После дебюта на первенстве Центрального Совета «Динамо» (2 место) ему в 19 лет присвоено звание мастера спорта. Много раз завоевывал чемпионские звания на первенстве Сибири, трижды — Россовета «Динамо», выигрывал международный турнир памяти Ивана Поддубного (Гран-при Ивана Поддубного), становился призёром чемпионата России и других соревнований. Восемь раз становился чемпионом Новосибирска. В своём активе Виктор Михайлович имеет и особо престижные победы — над неоднократным чемпионом СССР, чемпионом Мира заслуженным мастером спорта В. Сташкевичем. На тренерской работе с 1962. С 1981 по 1985 год тренер по классической борьбе секции Новосибирского электротехнического института (ныне Новосибирский Государственный технический университет), спортивное общество «Буревестник». С 1985 года — тренер по классической борьбе спортивного общества «Динамо» (Новосибирск).
В сборной СССР — с 1987. Тренер сборной СССР на Олимпийских играх 1988, тренер Объединённой команды на Олимпийских играх 1992, тренер сборной России на Олимпийских играх 1996 и Олимпийских играх 2000. Секцию Кузнецова прошли более 15 000 детей и подростков. Подготовил более двадцати мастеров спорта, трёх мастеров спорта международного класса, а также трех заслуженных мастеров спорта — Владимира Зубкова, ставшего четырёхкратным чемпионом мира в весовой категории до 48 кг и двенадцатикратного чемпиона Европы, девятикратного чемпиона мира и трёхкратного олимпийского чемпиона А. Карелина, двукратного чемпиона мира и Европы, двукратного Олимпийского чемпиона Романа Власова в весовой категории до 74 кг и до 75 кг. Даниил Иванов (весовая категория 130 кг) — заслуженный мастер спорта России, серебряный призёр Сурдлимпийских игр (вольная борьба, 2005 год), бронзовый призёр Сурдлимпийских игр (греко-римская борьба, 2009 год), трёхкратный чемпион мира среди слабослышащих (вольная борьба, 2004 и 2008 годы, греко-римская борьба (2012), двукратный чемпион Европы среди слабослышащих (вольная борьба (2003); греко-римская борьба (2015), четырнадцатикратный чемпион России среди слабослышащих (вольная борьба/греко-римская борьба).

## Награды

### Награды и звания СССР и России
- Мастер спорта СССР (1960)
- Заслуженный тренер
- Заслуженный работник физической культуры Российской Федерации (1999).
- Почётный гражданин Новосибирской области[2]

Награждён орденами «Знак Почёта» и Дружбы (1997).

### Иностранные награды
Кавалер «Золотого ордена» Международной федерации объединённых стилей борьбы (FILA).
С 1995 года ежегодно проводится Всероссийский юношеский турнир на призы В. М. Кузнецова.